# Más allá (álbum de Miguel Bosé)
Más allá es el nombre del quinto álbum de estudio grabado por el cantante español Miguel Bosé, fue lanzado al mercado español bajo el sello discográfico CBS Discos a finales de 1981.
A este álbum lo componen 11 canciones, donde una de éstas da el título a esta obra musical; las cuales retoman el corte musical de sus álbumes iniciales las cuales son principalmente melodías románticas y algunas otras grabadas en idioma inglés.

## Antecedentes
Debido al gran éxito del álbum Miguel y durante la promoción y giras del mismo, la compañía de discos comienza a planear, junto al artista, la realización de su siguiente álbum.  Miguel Bosé se vuelve a juntar con su director musical de sus primeros álbumes, Danilo Vaona y comienzan a reunir los temas para el álbum Más allá.

## Promoción
A finales de 1981; 'Más allá' es lanzado al mercado de España y comienza a promocionarse a través del sencillo Márchate ya el cual obtiene un buen recibimiento por sus fanes y continuando el éxito de la carrera del cantante.
El álbum tiene un recibimiento moderado debido a que todavía se estaban escuchando muy fuerte en la radio y en el gusto del público los temas de su álbum anterior; y también que, el álbum vuelve a retomar el corte de composiciones melódicas y lentas, así como temas grabados en el idioma inglés; el cual no es bien recibido por la crítica y por algunos de sus seguidores los cuales estaban evolucionando hacía un estilo de música mucho más Pop y rítmico de inicio de los 80's; por lo tanto, el recibimiento de sus siguientes sencillos Qué sé yo y Si esto es amor no fueron como se esperaba.
En febrero del año de 1982; durante la gira de promoción del álbum por América Latina, Miguel Bosé se presenta con gran éxito en Chile dentro del Festival Internacional de la Canción de Viña Del Mar; recibiendo la Antorcha de Plata por primera vez.
Para mitades de 1982, la banda española de música infantil Parchís; que en esa época estaba sonando fuertemente en la radio, televisión por toda la península ibérica y por América Latina, graba una versión de la canción Márchate ya para su álbum Cumpleaños feliz

## Lista de canciones
| Más allá |                                                 |                                                   |          |  |
| N.º      | Título                                          | Escritor(es)                                      | Duración |  |
| 1.       | «Te diré»                                       | D. Vaona, P. Felisatti, L. G. Escolar, M. Bosé    | 2:51     |  |
| 2.       | «Metrópolis»                                    | D. Vaona, P. Felisatti, M. Bosé                   | 3:44     |  |
| 3.       | «Hermano mío "Anak"»                            | F. Aguilar, M. Bosé                               | 3:57     |  |
| 4.       | «Fin de la historia (If it takes me all night)» | D. Bugatti, F. Musker                             | 3:15     |  |
| 5.       | «Ma Keen Dawn»                                  | C. Vallois, A. Desrouvres, L. G. Escolar, M. Bosé | 5:49     |  |
| 6.       | «Más allá»                                      | J.P. Dreau, M. Bosé                               | 3:37     |  |
| 7.       | «Más sexy (I'll keep holding on)»               | R. Ballard                                        | 3:23     |  |
| 8.       | «Qué sé yo (I don't know)»                      | P. Felisatti, M. Bosé                             | 2:58     |  |
| 9.       | «Si esto es amor (If you break my heart)»       | L. G. Escolar, M. Bosé                            | 3:23     |  |
| 10.      | «Márchate ya»                                   | D. Vaona, P. Felisatti, L. G. Escolar, M. Bosé    | 3:54     |  |
| 11.      | «Nana luna»                                     | P. Felisatti, M. Bosé                             | 2:43     |  |
| 41:37    |                                                 |                                                   |          |  |

## Créditos de realización
- Arreglos: Danilo Vaona, Graham Preskett
- Arte:Juan O. Gatti
- Coros: Danilo Vaona, "Huevo" Cuervo*, Enzo Giuffre, Peter Felsatti, Martin Jay, Miguel Bosé, Simon Bell, Tony Burrows
- Bajo: Alan Jones
- Chelo: Clive Anstee
- Percusiones: Barry Morgan
- Ingeniero de sonido y mezclas: Brad Davis
- Asistente: Liz Biddiscombe
- Cuerdas: Alan Parker, Nigel Jenkins, Ricky Hitchcock
- Teclados: Trevor Bastow
- Otros: Jill Burrows
- Percusiones: Barry Morgan, Frank Riccotti
- Fotografía: Javier Vallhonrat
- Piano: Danilo Vaona, Graham Preskett
- Productor: Danilo Vaona
- Saxofón: Ron Asprey
- Sintetizador: Hans Zimmer